# Бильген, Айхан
Айхан Бильген (род. 28 января 1971, Сарыкамыш) — турецкий журналист и политик. В 2019-20 годах занимал должность мэра города Карс.

## Биография
Изучал политологию в Анкарском университете и социологию в университете Хаджеттепе.
В 2006 году вступил в турецкцую ассоциацию прав человека Мазлумдер, критиковал принятый незадолго до этого закон по борьбе с терроризмом, за то, что он ограничивает право на свободу выражения мнений. В том же году он был избран председателем ассоциации и занимал этот пост в течение двух лет. В 2011 году газета «Гюнлюк», в которой Бильген занимал должность главного редактора, была закрыта правительством за предполагаемую поддержку Рабочей партии Курдистана. Вёл колонки в изданиях «Озгюр Гюндем» и «Эвренсель».
В июне 2015 году был избран от Карса в Великое национальное собрание Турции от партии Демократической партии народов, в ноябре того же года переизбран. В октябре 2014 года принимал участие в манифестациях в поддержку сирийских курдов, оборонявших город Кобани от боевиков ИГИЛ, за это весной 2017 года был арестован, но в сентябре того же года был освобождён. Будучи депутатом, отстаивал в парламенте права человека, права курдов, а также защиту окружающей среды. В марте 2019 года был избран мэром Карса. В мае 2020 года, после того, как в нескольких регионах, где победила оппозиция, полномочия оппозиционных депутатов были переданы назначенным правительством чиновникам, Бильген получил поддержку десятков правозащитных организаций. 2 октября 2020 года Бильген был арестован и снят с должности мэра Карса, его полномочия были переданы проправительственному политику Эюпу Тепе. 13 декабря 2021 года Бильген вышел из демократической партии народов, в 2022 году создал собственную политическую партию.

### Преследование
25 сентября 2020 года Бильген вместе с другими членами Демократической партии народов, среди которых были Сырры Сюрейя Ондер и Айла Акат Ата, был задержан правоохранителями за участие в 2014 году в протестах в поддержку сирийских курдов, оборонявших город Кобани от атак Исламского государства. В октябре 2020 года был переведён в тюрьму Анкара Сынджан. 15 октября 2020 года в рамках дела «Озгюр Гюндем» состоялся судебный процесс, на котором Айхан Бильген был признан невиновным в терроризме. 17 марта 2021 года государственный прокурор Кассационного суда Турции Бекир Шахин подал иск в Конституционный суд Турции с требованием на 5 лет запретить вести политическую деятельность Энджу и 686 другим членам Демократической партии народов. В июне 2021 года был выпущен на свободу.